# Yuelingshan Shuiku
Yuelingshan Shuiku är en reservoar i Kina. Den ligger i provinsen Shanxi, i den norra delen av landet, omkring 140 kilometer söder om provinshuvudstaden Taiyuan. Trakten runt Yuelingshan Shuiku består till största delen av jordbruksmark.
Genomsnittlig årsnederbörd är 715 millimeter. Den regnigaste månaden är juli, med i genomsnitt 236 mm nederbörd, och den torraste är december, med 4 mm nederbörd.